# Доминик Янг Юник
Dominique Lashawn Clark, более известная как Доминик Янг Юни́к (Dominique Young Unique, род. 15 марта 1991 года) — американская хип-хоп исполнительница и модель подписавшая контракт с Sony Records и Insanity Talent Management, которые так же представляют DJ Fresh, MistaJam, Shy FX, B.Traits и Jaguar Skills.

## Карьера

### 2009—2013
Первое признание Доминик получила в 2009 году, когда она выпустила свой дебютный мини-альбом Hot Girl, затем последовало видео на песню «War Talk» из дебютного микстейпа Domination (2010). С тех пор, она выпустила ещё два микстейпа: Glamorous Touch и Stupid Pretty и несколько клипов. Массовая известность пришла с выпуском песни «Earthquake», в сотрудничестве с DJ Fresh и Diplo.

### 2014—настоящее время
В феврале 2014 года она появилась на новом сингле американского диджея Le Youth — «Dance with Me». Её сольный дебютный сингл, «Throw It Down», продюсерами которого стали DJ Fresh и Benga, выпущен 6 апреля 2014.